# Thomas Blamey
Marechal de campo Thomas Albert Blamey (24 de janeiro de 1884 - 27 de maio de 1951) foi um general australiano da Primeira e Segunda Guerras Mundiais, e o único australiano a atingir o posto de marechal de campo.
O sétimo de dez filhos, Blamey nasceu em 24 de janeiro de 1884 em Lake Albert, perto de Wagga Wagga, Nova Gales do Sul. Ele era filho de Richard Blamey, um agricultor que emigrou da Cornualha aos 16 anos em 1862, e sua esposa nascida na Austrália, Margaret (nascida Murray). Depois de falhas na agricultura em Queensland e no rio Murrumbidgee perto de Wagga Wagga, seu pai Richard mudou-se para uma pequena propriedade de 20 acres (8,1 ha) no Lago Albert, onde complementava sua renda agrícola trabalhando como tropeiro e supervisor de tosquia.
Blamey adquiriu as habilidades do mato associadas aos empreendimentos de seu pai e tornou-se um bom cavaleiro. Ele freqüentou a Escola Pública Superior Wagga Wagga (agora Escola Pública Wagga Wagga), onde jogou futebol australiano, e foi um membro interessado da unidade de cadetes do exército. Ele se transferiu para a Wagga Wagga Grammar quando tinha 13 anos e foi cadete-chefe de sua unidade por dois anos.